# Sprecheranpassung
Die Sprecheranpassung ist ein Begriff aus der artikulatorischen Phonetik: ein Prozess während der Sprachwahrnehmung, durch den der Hörer seine Lautwahrnehmung an die artikulatorischen Besonderheiten des Sprechers anpasst.

## Ursachen
Die Hauptursache, die eine Sprecheranpassung notwendig macht, ist die Verschiedenheit der anatomischen Eigenschaften verschiedener Sprecher. So kann derselbe Laut verschieden wahrgenommen werden, je nachdem, von welchem Sprecher er stammt.
Dies bewiesen Peter Ladefoged und Donald Broadbent eindrucksvoll in einem Experiment. 

## Sprecheranpassung bei Spracherkennungssystemen
Die Sprecheranpassung ist eines der Hauptprobleme von Spracherkennungssoftware. Dabei muss das Spracherkennungssystem vor Einsatz vom Benutzer auf Besonderheiten der Aussprache trainiert werden. Dazu liest der Sprecher dem System mehrere vorgegebene Sätze vor und das System berechnet daraus die notwendigen Anpassungen.